# Première Division (2001/2002)
Division 1 2001/2002 – 64. edycja oficjalnych rozgrywek o tytuł mistrza Francji w piłce nożnej mężczyzn, przeprowadzona systemem ligowym.

## Tabela końcowa
|    | Klub                   | Pkt | M  | Z  | R  | P  | G+ | G- | +/- | Śr. liczba kibiców | Komentarz                                                   |
| -- | ---------------------- | --- | -- | -- | -- | -- | -- | -- | --- | ------------------ | ----------------------------------------------------------- |
| 1  | Olympique Lyon         | 66  | 34 | 20 | 6  | 8  | 62 | 32 | +30 | 34838              | Mistrz Francji Faza grupowa Ligi Mistrzów                   |
| 2  | RC Lens                | 64  | 34 | 18 | 10 | 6  | 55 | 30 | +25 | 37336              | Faza grupowa Ligi Mistrzów                                  |
| 3  | AJ Auxerre             | 59  | 34 | 16 | 11 | 7  | 48 | 38 | +10 | 12300              | Liga Mistrzów 3. runda kwalifikacyjna                       |
| 4  | Paris Saint-Germain    | 58  | 34 | 15 | 13 | 6  | 43 | 24 | +19 | 41040              | Puchar UEFA                                                 |
| 5  | Lille OSC              | 56  | 34 | 15 | 11 | 8  | 39 | 32 | +7  | 17876              | Puchar Intertoto                                            |
| 6  | Girondins Bordeaux     | 50  | 34 | 14 | 8  | 12 | 34 | 31 | +3  | 27870              | Puchar UEFA (zwycięzca Coupe de la Ligue)                   |
| 7  | Troyes AC              | 47  | 34 | 13 | 8  | 13 | 40 | 35 | +5  | 13926              | Puchar Intertoto                                            |
| 8  | FC Sochaux-Montbéliard | 46  | 34 | 12 | 10 | 12 | 41 | 40 | +1  | 16439              | Puchar Intertoto                                            |
| 9  | Olympique Marsylia     | 44  | 34 | 11 | 11 | 12 | 34 | 39 | -5  | 50072              |                                                             |
| 10 | FC Nantes              | 43  | 34 | 12 | 7  | 15 | 35 | 41 | -6  | 33368              |                                                             |
| 11 | SC Bastia              | 41  | 34 | 12 | 5  | 17 | 38 | 44 | -6  | 7210               |                                                             |
| 12 | Stade Rennais          | 41  | 34 | 11 | 8  | 15 | 40 | 51 | -11 | 17854              |                                                             |
| 13 | Montpellier HSC        | 40  | 34 | 9  | 13 | 12 | 28 | 31 | -3  | 13861              |                                                             |
| 14 | CS Sedan               | 39  | 34 | 8  | 15 | 11 | 35 | 39 | -4  | 16587              |                                                             |
| 15 | AS Monaco              | 39  | 34 | 9  | 12 | 13 | 36 | 41 | -5  | 8564               |                                                             |
| 16 | EA Guingamp            | 35  | 34 | 9  | 8  | 17 | 34 | 57 | -23 | 12759              |                                                             |
| 17 | FC Metz                | 33  | 34 | 9  | 6  | 19 | 31 | 47 | -16 |                    | Spadek do Ligue 2                                           |
| 18 | FC Lorient             | 31  | 34 | 7  | 10 | 17 | 43 | 64 | -21 |                    | Spadek do Ligue 2 i Puchar UEFA (zwycięzca Coupe de France) |

## Awans do Ligue 1
- AC Ajaccio
- RC Strasbourg
- OGC Nice
- Le Havre AC

## Najlepsi strzelcy
| Miejsce | Piłkarz                 | Narodowość                              | Klub                   | Gole |
| ------- | ----------------------- | --------------------------------------- | ---------------------- | ---- |
| 1       | Djibril Cissé           | Francja                                 | AJ Auxerre             | 22   |
| 1       | Pedro Pauleta           | Portugalia                              | Girondins Bordeaux     | 22   |
| 3       | Jean-Claude Darcheville | Francja                                 | FC Lorient             | 19   |
| 4       | Nicolas Goussé          | Francja                                 | Troyes AC              | 15   |
| 5       | Shabani Nonda           | Demokratyczna Republika Konga · Burundi | AS Monaco              | 14   |
| 5       | Pierre-Alain Frau       | Francja                                 | FC Sochaux-Montbéliard | 14   |
| 5       | Sonny Anderson          | Brazylia                                | Olympique Lyon         | 14   |
| 5       | Tony Vairelles          | Francja                                 | SC Bastia              | 14   |
| 9       | Daniel Moreira          | Francja                                 | RC Lens                | 11   |
| 9       | Bruno Cheyrou           | Francja                                 | Lille OSC              | 11   |
| 11      | Sidney Govou            | Francja                                 | Olympique Lyon         | 10   |
| 11      | El-Hadji Diouf          | Senegal                                 | RC Lens                | 10   |
| 13      | Dagui Bakari            | Wybrzeże Kości Słoniowej                | Lille OSC              | 9    |
| 14      | Ronaldinho              | Brazylia                                | Paris Saint-Germain    | 8    |
| 14      | Fabrice Fiorèse         | Francja                                 | Paris Saint-Germain    | 8    |
| 14      | Lamine Sakho            | Senegal                                 | Olympique Marsylia     | 8    |
| 14      | Cédric Bardon           | Francja                                 | EA Guingamp            | 8    |
| 14      | Patrice Loko            | Francja                                 | Troyes AC              | 8    |
| 14      | Henri Camara            | Senegal                                 | CS Sedan               | 8    |